# Cykarzew Stary (gmina)
Cykarzew Stary – dawna gmina wiejska istniejąca w latach 1952–1954 w woj. katowickim i stalinogrodzkim. Siedzibą władz gminy był Cykarzew Stary (obecna nazwa Stary Cykarzew).
Utworzona została 1 lipca 1952 w powiecie częstochowskim w woj. katowickim (od 9 marca 1953 pod nazwą woj. stalinogrodzkie) z części gminy Mykanów (Cykarzew Północny, Cykarzew Stary, Kocin Nowy, Kocin Stary); równocześnie przyłączono do niej części obszaru gmin Brzeźnica (Broniszew Stary, Broniszew Nowy, Jamno) i Kruszyna (Grabówka), leżących wówczas w powiecie radomszczańskim (woj. łódzkie). W dniu powołania gmina składała się z 8 gromad.
Zniesiona została 29 września 1954 roku wraz z reformą wprowadzającą gromady w miejsce gmin.
Jednostki nie przywrócono 1 stycznia 1973 roku po reaktywowaniu gmin. Obecnie teren dawnej gminy Cykarzew Stary należy do gminy Mykanów.